# 国立能乐堂

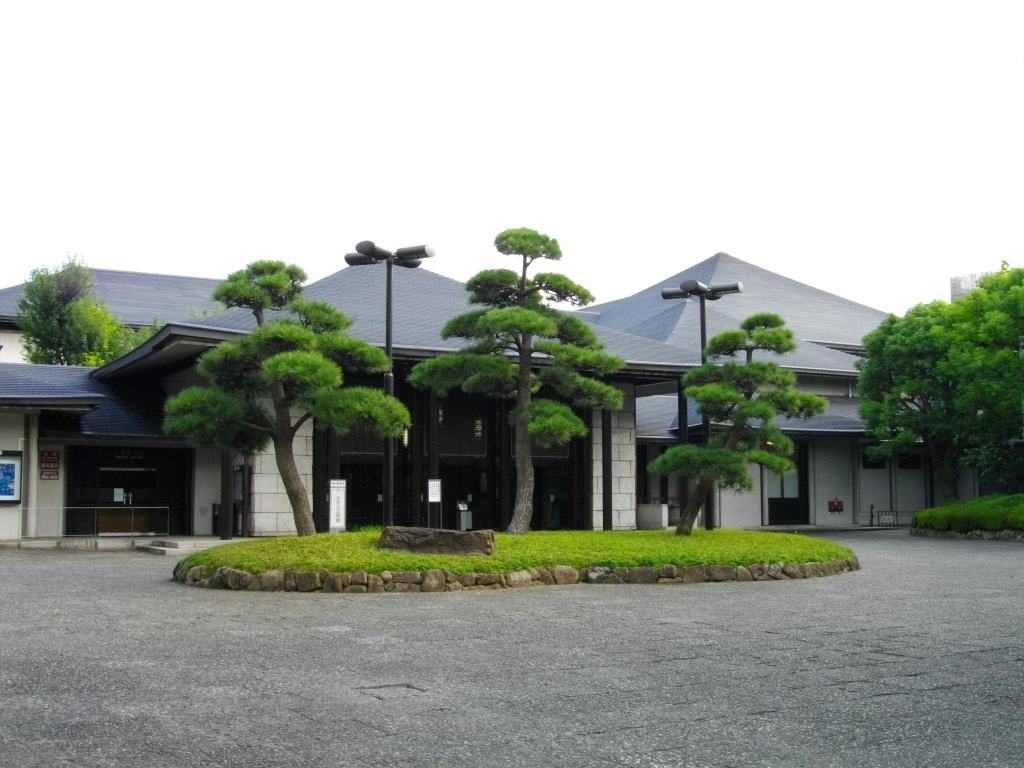
国立能乐堂

国立能乐堂（平假名：こくりつのうがくどう，英文：National Noh Theatre）是日本专门用于表演能乐的剧场，由独立行政法人日本藝術文化振興會负责运营，1983年8月竣工。设计者是日本建筑家大江宏。地址是东京都澀谷区千駄谷四丁目18番1号。